# Sardor Umrzoqov

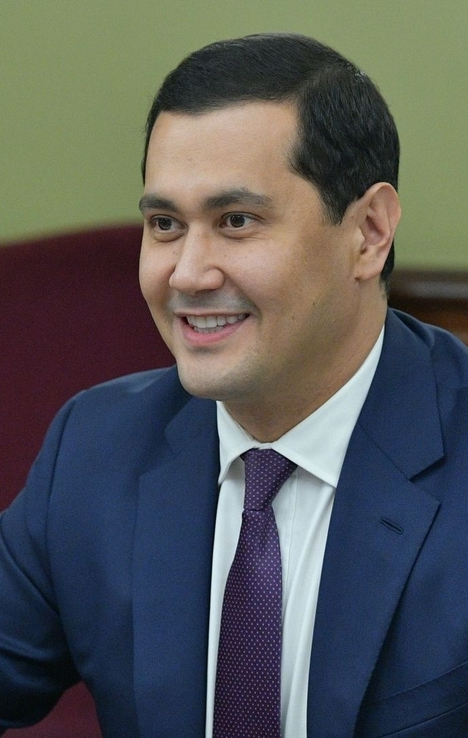
Sardor Umrzoqov (2021)

Sardor Oʻktamovich Umrzoqov, auch Umurzoqov, (usbekisch Сардор Ўктамович Умрзоқов bzw. Умурзоқов, russisch Сардор Уктамович Умурзаков Sardor Uktamowitsch Umursakow; * 23. November 1977 in Taschkent) ist ein usbekischer Politiker. Er ist Berater des usbekischen Präsidenten. Zuvor war er Leiter der Präsidialverwaltung und Minister für Investitionen und Außenhandel.

## Biographie
Umrzoqov wurde am 23. November 1977 in der Hauptstadt Taschkent geboren. Sein Vater, Oʻktam Umurzoqov, war Rektor der Taschkent-Universität für Bewässerungs- und landwirtschaftliche Mechanisierungsingenieure und Vorsitzender des Rates für Hochschulbildung der Republik Usbekistan. In der Zeit von 1994 bis 1998 absolvierte Sardor Umrzoqov die staatliche Wirtschaftsuniversität in Taschkent an der Fakultät für internationale Finanzen und Bankwesen. Nach seinem Bachelor-Abschluss studierte er 1998 bis 1999 an der University of Reading (Großbritannien), wo er einen Master-Abschluss in Bankwesen erlangte.
Von 2000 bis 2003 war Umrzoqov in verschiedenen Funktionen bei der Nationalbank der Republik Usbekistan tätig.
Von 2004 bis 2007 lebte er in London und war der Banker der Financial Institutions Business Group bei der Europäischen Bank für Wiederaufbau und Entwicklung. Nach der Rückkehr aus Großbritannien bekleidete er von 2007 bis 2013 leitende Positionen im Finanzministerium der Republik Usbekistan, dann war er Leiter der Finanzabteilung der Stadt Taschkent und danach erster stellvertretender Leiter des Finanzministeriums der Republik Usbekistan.
Von 2014 bis 2017 war Umrzoqov als Berater des Vorsitzenden der Vereinigung „Usbekcharmpoyabzali“ tätig. 2017 bis 2018 arbeitete er als stellvertretender Vorstandsvorsitzender in derselben Vereinigung. Danach arbeitete er 2018/2019 als Vorsitzender der Association „Uzcharmsanoat“, die durch die Umstrukturierung der „Usbekcharmpoyabzali Association“ gegründet wurde.
Am 28. Januar 2019 wurde Sardor Umrzoqov zum Minister für Investitionen und Außenhandel und am 10. März 2020 zusätzlich zum stellvertretenden Ministerpräsidenten für Investitionen und Außenwirtschaftsbeziehungen der Republik Usbekistan ernannt.
Außerdem ist er seit Januar 2019 Vorsitzender des Rates für die zoll- und nichttarifäre Regulierung des Außenhandels und Vorsitzender der abteilungsübergreifenden Kommission für den Beitritt Usbekistans zur Welthandelsorganisation.
Im Juli 2022 wurde er aus der Regierung entlassen und zum Leiter der Präsidialverwaltung ernannt. Dies blieb er bis August 2023, als er Berater des Präsidenten für besondere Aufgaben wurde.